# Come, Gentle Night!
Come, Gentle Night! è una poesia di Clifton Bingham messa in musica dal compositore inglese Edward Elgar nel 1901.

## Storia
È una canzone per voce di soprano, la locandina pubblicizza che è cantata da Madame Clara Butt.
La canzone è stata scritta contemporaneamente a Cockaigne di Elgar e pubblicata nel 1901 da Boosey & Co. a Londra e New York.
Nel suo libro su Elgar, Thomas Dunhill criticò questo e altri suoi brani, trovando "... quasi incredibile che un compositore di tale autorità e distinzione abbia potuto essere disposto a legare il suo nome a produzioni come After, The Pipes of Pan, Come, Gentle Night! e Pleading". Dunhill considerò alcune di esse "... appena distinguibili dalle opere commerciali prodotte dagli ignobili compositori inglesi nei giorni dei concerti di ballate".

## Versi
Come, gentle night!
Upon our eye-lids lay thy fingers light ;
For we are tired, and fain aside would lay
The cares and burdens that surround the day.
Come, peaceful night!
Thy courier-stars already glitter bright ;
And we who labour, both unblest and blest,
Are weary of our work, and long for rest.
Come, holy night!
Long is the day and ceaseless is the fight;
Around us bid thy quiet shadows creep,
And rock us in thy sombre arms to sleep!

## Incisioni
- Songs and Piano Music by Edward Elgar, su emusic.com. URL consultato il 18 aprile 2020. "Come, gentle night!" performed by Amanda Pitt (soprano), with David Owen Norris (piano).
- Elgar CDs Part-songs and solo songs, su web.archive.org, 21 novembre 2008. URL consultato il 18 aprile 2020 (archiviato dall'url originale il 21 novembre 2008). Elgar: Complete Songs for Voice & Piano performed by Konrad Jarnot (baritone), with Reinild Mees (piano)